# 3219 Komaki
A 3219 Komaki (ideiglenes jelöléssel 1934 CX) a Naprendszer kisbolygóövében található aszteroida. Karl Wilhelm Reinmuth fedezte fel 1934. február 4-én.